# Serrat de Can Berta
El Serrat de Can Berta és una serra situada entre els municipis del Port de la Selva i de Roses a la comarca de l'Alt Empordà, amb una elevació màxima de 393 metres.